# 索爾·古德曼 (定音鼓手)
索爾·古德曼（英語：Saul Goodman，1907年7月16日—1996年1月26日），出生於美國紐約，是波蘭猶太移民亞伯拉罕·古德曼和雪塔·菲根鮑姆·古德曼的兒子，他是一名敲擊樂演奏家。

## 音樂事業
索爾·古德曼在布魯克林長大，並在阿爾弗雷德·弗里斯的指導下學習，在1926年至1972年紐約愛樂樂團擔任敲擊樂聲部的樂師。 索爾·古德曼是魁北克音樂學院和茱莉亞音樂學院的教職員，在那裡他教導了很多學生，許多學生成為了著名樂團的敲擊樂聲部樂師。索爾·古德曼亦成為了敲擊樂藝術協會名人堂的成員。
在索爾·古德曼的職業生涯中，他為鼓的構造方面進行了革新，包括鼓的調音系統及定音鼓棍系列。在1996年1月26日，索爾·古德曼死於美國佛羅里達州的棕櫚灘。

## 出版書籍
- 定音鼓的現代方法[3]
- 小鼓的現代經典獨奏
- 紀念索爾·古德曼的敲擊樂合奏
- 敲擊樂諧謔曲(三重奏)
- 主題與變奏(四重奏)
- 簡介及快板(定音鼓獨奏)

## 著名學生
- 威廉·克拉夫特
- 佐佐木達夫
- 維克·菲斯
- 加伍德·華利